# Emmanuel Lascoux
Emmanuel Lascoux, né en 1964, est un helléniste et musicien français.

## Biographie
Professeur agrégé de lettres classiques, il enseigne actuellement au Lycée Jeanne d'Arc de Rouen. Après sa rencontre avec Philippe Brunet, il soutient une thèse de doctorat en grec ancien sous la direction de celui-ci et rejoint la troupe de théâtre Démodocos. Tout son travail de philologue et de pianiste accompagnateur consiste à rechercher ce qu'était l'« homme des Muses » pour les Grecs. Il s'inscrit ainsi, avec d'autres, dans le prolongement des travaux de Stephen Daitz, qui fut le pionnier de la prononciation reconstituée du grec ancien.
En 2016, il sort avec Daniel Mesguich, un audiolivre , L’Iliade des femmes, qui est récompensé par un Coup de Cœur de l'Académie Charles Cros en 2017 puis un second en 2018, L’Odyssée des femmes toujours avec Daniel Mesguich.
À la demande de Frédéric Boyer, il a publié en 2021 une nouvelle traduction de L'Odyssée, aux éditions P.O.L.,,.

## Publications

### Ouvrages
- Mots d'un regard, Éditions Notari, 2016
- Poids des pianos, Éditions P.O.L., 2024

### Audiolivres
- (avec Daniel Mesguich), L’Iliade des femmes, Éditions des femmes-Antoinette Fouque, 2016 (récompensé par un Coup de Cœur de l'Académie Charles Cros en 2017.
- (avec Daniel Mesguich), L’Odyssée des femmes, Éditions des femmes-Antoinette Fouque, 2018

### Traductions
- Homère, Odyssée, Paris, Éditions P.O.L., 2021.
- Homère, Iliade, Paris, Éditions P.O.L., 2024.